# Масора
Масора (на иврит: מָסוֹרָה) е вариант на Стария Завет, каноничен за равинистичния юдаизъм.
Той е съставен през VII-X век от група учени, наричани Масорети, и в много детайли се отклонява от по-стари текстове на Библията, включително такива, послужили за основа на християнските канони.